# Olympische Winterspiele 2018/Teilnehmer (Usbekistan)
| Gelbes Symbol für Goldmedaillen mit stilisierten Olympischen Ringen | Graues Symbol für Silbermedaillen mit stilisierten Olympischen Ringen | Braundes Symbol für Bronzemedaillen mit stilisierten Olympischen Ringen |
| ------------------------------------------------------------------- | --------------------------------------------------------------------- | ----------------------------------------------------------------------- |
| —                                                                   | —                                                                     | —                                                                       |

Bei den Olympischen Winterspielen 2018 nahm Usbekistan mit zwei Athleten in zwei Disziplinen teil, beides Männer. Fahnenträger bei der Eröffnungsfeier war Komiljon Toʻxtayev.

## Teilnehmer nach Sportarten

### Eiskunstlauf
| Athleten | Wettbewerbe | Kurzprogramm/-tanz | Kurzprogramm/-tanz | Kür/Kürtanz | Kür/Kürtanz | Gesamt | Gesamt |
| Athleten | Wettbewerbe | Punkte             | Rang               | Punkte      | Rang        | Punkte | Rang   |
| -------- | ----------- | ------------------ | ------------------ | ----------- | ----------- | ------ | ------ |
| Männer   |             |                    |                    |             |             |        |        |
| Misha Ge | Einzel      | 83,90              | 14                 | 161,04      | 17          | 244,94 | 17     |

### Ski Alpin
| Athleten           | Wettbewerbe  | 1. Lauf     | 2. Lauf       | Gesamt        | Gesamt        |
| Athleten           | Wettbewerbe  | Zeit        | Zeit          | Zeit          | Rang          |
| ------------------ | ------------ | ----------- | ------------- | ------------- | ------------- |
| Männer             |              |             |               |               |               |
| Komiljon Toʻxtayev | Riesenslalom | 1:17,72 min | 1:18,27 min   | 2:35,99 min   | 52            |
| Komiljon Toʻxtayev | Slalom       | DNF         | ausgeschieden | ausgeschieden | ausgeschieden |